# Senak
Senak is een bestuurslaag in het regentschap Kaur van de provincie Bengkulu, Indonesië. Senak telt 267 inwoners (volkstelling 2010).